# Werner Dehn
Werner Dehn (Schöneberg, Berlín, 17 d'octubre de 1889 – 1960) va ser un remer alemany que va competir a començaments del segle xx.
El 1912 va prendre part en els Jocs Olímpics d'Estocolm, on guanyà la medalla de bronze en la competició del vuit amb timoner del programa de rem. Abans, el 1911 havia guanyat el campionat nacional de quatre amb timoner i el mateix 1912 guanyà el campionat nacional de vuit amb timoner.